# Почтовое (Крым)
Почто́вое (до 1945 года Базарчи́к; укр. Поштове, крымскотат. Bazarçıq, Базарчыкъ) — посёлок городского типа в Бахчисарайском районе Республики Крым, центр Почтовского сельского поселения (согласно административно-территориальному делению Украины — Почтовского поссовета Автономной Республики Крым). Посёлок расположен на берегу реки Альмы, в долине между Внутренней и Внешней грядами Крымских гор, (юго-запад Крыма), в 12 км от Бахчисарая и в 11 км от столицы Крыма — Симферополя. В посёлке находится железнодорожная станция Почтовая.

## Население
| 1970  | 1979  | 1989  | 2001  | 2009  | 2010  |
| ----- | ----- | ----- | ----- | ----- | ----- |
| 2394  | ↗3036 | ↗3158 | ↘2993 | ↗3127 | ↘3124 |
| 2011  | 2012  | 2013  | 2014  | 2021  |       |
| ↗3147 | ↗3157 | ↗3194 | ↘3086 | ↘3080 |       |

По результатам переписи 2001 года было выявлено следующее распределение по носителям языка:
| Язык             | Число жит. | Процент |
| ---------------- | ---------- | ------- |
| русский          | 2610       | 86,20   |
| украинский       | 135        | 4,46    |
| крымскотатарский | 191        | 6,31    |
| цыганский        | 9          | 0,3     |
| белорусский      | 2          | 0,07    |
| греческий        | 4          | 0,13    |
| армянский        | 1          | 0,03    |

### Динамика численности
| - 1805 год — 90 чел. - 1864 год — 60 чел. - 1889 год — 108 чел. - 1915 год — 0/180 чел. - 1926 год — 606 чел. - 1939 год — 1185 чел. | - 1974 год — 2537 чел. - 1989 год — 3533 чел. - 2001 год — 3038 чел. - 2009 год — 3127 чел. - 2014 год — 3214 чел. |

## Экономика
В посёлке 2 винзавода, консервный завод, железнодорожная станция Почтовая и большое хозяйство, оставшееся от крупнейшего в Крыму совхоза имени Чкалова (на 2009 год находился в стадии реорганизации).

## История
Историческое название села — Базарчик (с крымскотатарского — «базарчик», «рыночек»). Время основания деревни не установлено, в документах времён Крымского ханства упоминаний Базарчика пока не обнаружено. Известно, что в последний период ханства деревня относилась к  бакчи-сарайскому кадылыку Бакче-сарайскаго каймаканства, о чём записано в Камеральном описании Крыма… 1784 год (деревня Пазарджик). После присоединения Крыма к России 8 февраля 1784 года деревня была приписана к Симферопольскому уезду Таврической области. После Павловских реформ, с 1796 по 1802 год, входила в Акмечетский уезд Новороссийской губернии. По новому административному делению, после создания 8 (20) октября 1802 года Таврической губернии, — в составе Актачинской волости Симферопольского уезда.
Согласно Ведомости о всех селениях в Симферопольском уезде состоящих с показанием в которой волости сколько числом дворов и душ… от 9 октября 1805 года, в Базарчике в 16 дворах проживало 80 крымских татар, а земля принадлежала коллежскому асессору Жеребцову. На военно-топографической карте генерал-майора Мухина 1817 года дворов обозначено 17. После реформы волостного деления 1829 года Базарчик, согласно «Ведомости о казённых волостях Таврической губернии 1829 года» отнесли к Яшлавской волости (переименованной из Актачинской). На карте 1836 года в деревне 24 двора, как и на карте 1842 года.
В 1860-х годах, после земской реформы Александра II, деревню приписали к Мангушской волости.
В «Списке населённых мест Таврической губернии по сведениям 1864 года», составленному по результатам VIII ревизии, во владельческой русской деревне Базарчик было 16 дворов, 60 жителей и упразднённая мечеть (был ещё Базарчик — 2-й, хутор с 1 двором и 9 жителями) при реке Алме. По обследованиям профессора А. Н. Козловского начала 1860-х годов, в селении имелись колодцы с пресной водой глубиной 2—4 сажени, а также жители пользовались водой из Альмы и многочисленных родников. На трёхверстовой карте 1865—1876 года обозначено 18 дворов. В 1874 году была проложена Курско-Лозово-Севастопольская железная дорога, на которой в 1 километре к востоку от Базарчика была построена станция 4-го класса Альма. В «Памятной книге Таврической губернии 1889 года», составленной по результатам Х ревизии 1887 года, в Базарчике записано 24 двора со 108 жителями, а посёлок при станции не упоминается, нет станционного посёлка и на карте 1890 года, а в «Справочной книжке о приходах и храмах Таврической епархии…» епископа Гермогена 1887 года, жители Альмы упоминаются среди прихожан церкви св. Пантелеймона в Балта-Чокраке. На верстовой карте 1890 года в Базарчике обозначено 23 двора с русским населением.
После земской реформы 1890-х годов деревню передали в состав новой Тав-Бодракской волости. По «…Памятной книжке Таврической губернии на 1892 год» в деревне Базарджик, входившей в Биюк-Яшлавское сельское общество, числилось 26 жителей в 7 домохозяйствах, все безземельные. По «…Памятной книжке Таврической губернии на 1902 год» в деревне Базарчик, приписанной к волости, числилось 32 жителя в 8 домохозяйствах, все безземельные.
Наличие железнодорожной станции вызвало бурный рост товарного садоводства в окрестностях села. И если ещё в «Полном Географическом описании нашего Отечества» 1910 года В. П. Семёнова-Тян-Шанского Базарчик назван «небольшой деревней», то, по Статистическому справочнику Таврической губернии. Ч.II-я. Статистический очерк, выпуск шестой Симферопольский уезд, 1915 год, в посёлке Базарчик (при железнодорожной станции Алма) Тав-Бодракской волости Симферопольского уезда числилось 25 дворов со смешанным «посторонним» населением в количестве 180 человек, сама станция и в округе — 2 хутора, 1 имение, 1 экономия и 19 усадеб. На 1914 год в селении действовали 3 земские школы. Согласно списку 1915 года «…русских подданных из австрийских, венгерских или германских выходцев» землевладельцев, опубликованном в газете «Таврические губернские ведомости» в апреле 1915 года, при деревне Базарчик значатся Бош Иоган Федоровича, имевший в общем владении с Филипповым, Коваленко, Даниленко, Русановым и Шаповаловым 2257 десятинами и усадебное место в 376 квадратных саженей земли с домами. На 1917 год в селении действовало кредитное товарищество.
После установления в Крыму Советской власти, по постановлению Крымревкома от 8 января 1921 года была упразднена волостная система и село включили в состав вновь созданного Подгородне-Петровского района Симферопольского уезда, а в 1922 году уезды получили название округов. 11 октября 1923 года, согласно постановлению ВЦИК, в административное деление Крымской АССР были внесены изменения, в результате которых был ликвидирован Подгородне-Петровский район и образован Симферопольский и село включили в его состав. Согласно Списку населённых пунктов Крымской АССР по Всесоюзной переписи 17 декабря 1926 года, в селе Базарчик, центре Базарчикского сельсовета Симферопольского района, числилось 213 дворов, из них 97 крестьянских, население составляло 606 человек (283 мужчины и 323 женщины). В национальном отношении учтено: 408 русских, 53 немца, 78 украинцев, 40 греков, 7 евреев, 7 чехов, 3 латышей, 2 эстонцев, 2 армян, 1 белорус, 1 татарин, 4 записаны в графе «прочие», действовала русская школа На 1935 год в селе действовал колхоз «Победитель», специализировавшийся на спецсельхозкультурах. Время переподчинения села Бахчисарайскому району пока точно не установлено, известно, что это произошло до 1940 года. По данным всесоюзной переписи населения 1939 года в селе проживало 1185 человек.
В 1944 году, после освобождения Крыма от фашистов, 12 августа 1944 года было принято постановление № ГОКО-6372с «О переселении колхозников в районы Крыма» по которому в район планировалось переселить 6000 колхозников и в сентябре 1944 года в район приехали первые новосёлы (2146 семей) из Орловской и Брянской областей РСФСР, а в начале 1950-х годов последовала вторая волна переселенцев из различных областей Украины. Указом Президиума Верховного Совета РСФСР от 21 августа 1945 года Базарчик переименовали в Почтовое, а Базарчикский сельсовет соответственно в Почтовский. С 25 июня 1946 года Почтовое в составе Крымской области РСФСР.
На прилежащих землях находился садоводческий совхоз им. Чкалова. Садовод совхоза Н. Г. Гржибовский был удостоен звания Героя Социалистического Труда.
В 1960 году, после объединения с селом Яблоково (старое название Алмачик, сейчас — западная часть посёлка) Почтовое приобрело статус посёлка городского типа. На 1974 год, по сведениям сборника «Історія міст і сіл Української РСР. Том 26, Кримська область», в Почтовом было 2537 жителей. По данным переписи 1989 года в селе проживало 3533 человек. С 12 февраля 1991 года село в восстановленной Крымской АССР, 26 февраля 1992 года переименованной в Автономную Республику Крым.

## Социальная сфера
В посёлке работают: средняя общеобразовательная школа, детский сад «Вишенка», дом культуры, библиотека, музыкальная школа, участковая больница, аптека, поликлиника, телеграф, почта, музей боевой и трудовой славы, действует православная церковь Покрова Пресвятой Богородицы.

## Достопримечательности
Башня в Почтовом — водонапорная башня, построенная в начале XX века в стиле модерн. Ранее служила для снабжения жителей посёлка и близлежащей железнодорожной станции водой, с 2011 года является памятником промышленной архитектуры начала XX века.
На территории посёлка установлены бюсты местных уроженцев, Героев Советского Союза лётчика Н. С. Самохвалова и пехотинца В. С. Новикова.